# Sylvie Goddyn
Sylvie Goddyn (ur. 24 czerwca 1964 w Lille) – francuska polityk i samorządowiec, działaczka Frontu Narodowego, posłanka do Parlamentu Europejskiego VIII kadencji.

## Życiorys
W 1989 wstąpiła do Frontu Narodowego, awansowała w strukturach partyjnych, m.in. dołączając do komitetu centralnego. Pracowała jako asystentka w Europarlamencie. Z ramienia swojego ugrupowania była wybierana do rady miejskiej Roubaix i rady regionu Nord-Pas-de-Calais.
W 2014 Sylvie Goddyn uzyskała mandat deputowanej do PE VIII kadencji. W 2018, po publicznym zadeklarowaniu poparcia dla Nicolasa Dupont-Aignana przed wyborami w 2019, została wykluczona z powstałego na bazie FN Zjednoczenia Narodowego.